# アドリアン・マリン・ゴメス
アドリアン・マリン・ゴメス（Adrián Marín Gómez、1997年1月9日 - ）は、スペイン・トーレ＝パチェコ出身のサッカー選手。プリメイラ・リーガ・ジル・ヴィセンテFC所属。ポジションはDF。

## 経歴
ムルシア州のトーレ＝パチェコで生まれ、2009年、ビジャレアルCFのカンテラに加入した。2014年8月28日、UEFAヨーロッパリーグのFCアスタナ戦でトップチームデビューを果たし、9月14日のグラナダCF戦でラ・リーガ初出場を飾った。
2016年7月20日、昇格組のCDレガネスへと期限付き移籍をした。
2018年8月9日、デポルティーボ・アラベスと3年契約を結んだ。
2021年2月1日、グラナダCFと2023年6月までの契約を結んだ。